# DN Galan 2019
DN Galan 2019, właśc. BAUHAUS-galan 2019 – mityng lekkoatletyczny, który odbył się 30 maja w stolicy Szwecji – Sztokholmie. Zawody były trzecią odsłoną prestiżowej Diamentowej Ligi w sezonie 2019.

## Rezultaty

### Mężczyźni
| Konkurencja:               | 1. miejsce        | Rezultat          | 2. miejsce             | Rezultat    | 3. miejsce          | Rezultat    |
| Bieg na 200 m              | Aaron Brown       | 20,06 SB          | Ramil Guliyev          | 20,40       | Jereem Richards     | 20,45       |
| Bieg na 400 m              | Michael Norman    | 44,53             | Rai Beniamin           | 45,13       | Michael Cherry      | 46,30       |
| Bieg na 800 m              | Amel Tuka         | 1:46,68           | Ryan Sánchez           | 1:46,77     | Marcin Lewandowski  | 1:46,79     |
| Bieg na 1500 m             | Timothy Cheruiyot | 3:35,79           | Ayanleh Souleiman      | 3:37,30     | Jakob Ingebrigtsen  | 3:37,30 EL  |
| Bieg na 10 000 m           | Rhonex Kipruto    | 26:50,16 WL MR PB | Hagos Gebrhiwet        | 27:01,02 PB | Aron Kifle          | 27:27,68 SB |
| Bieg na 400 m przez płotki | Karsten Warholm   | 47,85 EL          | TJ Holmes              | 49,25 SB    | Thomas Barr         | 50,28       |
| Skok o tyczce              | Sam Kendricks     | 5,72              | Piotr Lisek            | 5,60 SB     | Seito Yamamoto      | 5,48        |
| Skok w dal                 | Thobias Montler   | 8,22 EL PB        | Juan Miguel Echevarría | 8,12w       | Jeff Henderson      | 8,09        |
| Pchnięcie kulą             | Wictor Petersson  | 20,11             | Maksim Afonin          | 19,78       | Joe Kovacs          | 19,77       |
| Rzut dyskiem               | Daniel Ståhl      | 69,57             | Fedrick Dacres         | 68,96 SB    | Lukas Weißhaidinger | 66,97 SB    |

### Kobiety
| Konkurencja:               | 1. miejsce         | Rezultat    | 2. miejsce       | Rezultat    | 3. miejsce       | Rezultat    |
| Bieg na 200 m              | Dina Asher-Smith   | 22,18 WL    | Elaine Thompson  | 22,66       | Dafne Schippers  | 22,78 SB    |
| Bieg na 800 m              | Ajeé Wilson        | 2:00,87     | Habitam Alemu    | 2:01,26     | Nelly Jepkosgei  | 2:01,98     |
| Bieg na 1500 m             | Laura Muir         | 4:05,37 SB  | Malika Akkawi    | 4:09,70     | Yolanda Ngarambe | 4:10,05 PB  |
| Bieg na 5000 m             | Agnes Tirop Chebet | 14:50,82 WL | Taye Fantu       | 14:51,31 PB | Lilian Rengeruk  | 14:51,34 SB |
| Bieg na 100 m przez płotki | Kendra Harrison    | 12,52       | Sharika Nelvis   | 12,69 SB    | Tobi Amusan      | 12,85       |
| Skok wzwyż                 | Marija Łasickiene  | 1,92 SB     | Julija Łewczenko | 1,90 SB     | Erika Kinsey     | 1,90        |
| Skok o tyczce              | Angelica Bengtsson | 4,57 SB     | Michaela Meijer  | 4,47 SB     | Iryna Żuk        | 4,35        |
| Pchnięcie kulą             | Alona Dubicka      | 18,49       | Fanny Roos       | 18,36       | Brittany Crew    | 18,28       |
| Rzut dyskiem               | Denia Caballero    | 65,10       | Yaimé Pérez      | 65,09       | Chen Yang        | 64,25 SB    |

## Wyniki reprezentantów Polski

### Mężczyźni
- bieg na 800 m:  Marcin Lewandowski 1:46,79
- skok o tyczce:  Piotr Lisek 5,60, 5. Paweł Wojciechowski 5,36

### Kobiety
- bieg na 800 m[b]: Aneta Lemiesz (pacemaker) DNF

## Rekordy
Podczas mityngu ustanowiono 2 krajowe rekordy w kategorii seniorów:
| Zawodnik          | Reprezentacja | Konkurencja           | Rezultat |
| ----------------- | ------------- | --------------------- | -------- |
| Justin Wanders    | Szwajcaria    | bieg na 10 000 metrów | 27:44,36 |
| Gabriela Stafford | Kanada        | bieg na 5000 metrów   | 14:51,59 |